# Geometriparken
Geometriparken är en park i stadsdelen Luthagen i Uppsala. Den rustades upp och namngavs år 2022.   I parken finns ljusskulpturer som kallas "Jimmys" av Monika Gora. 